# Ariosofie

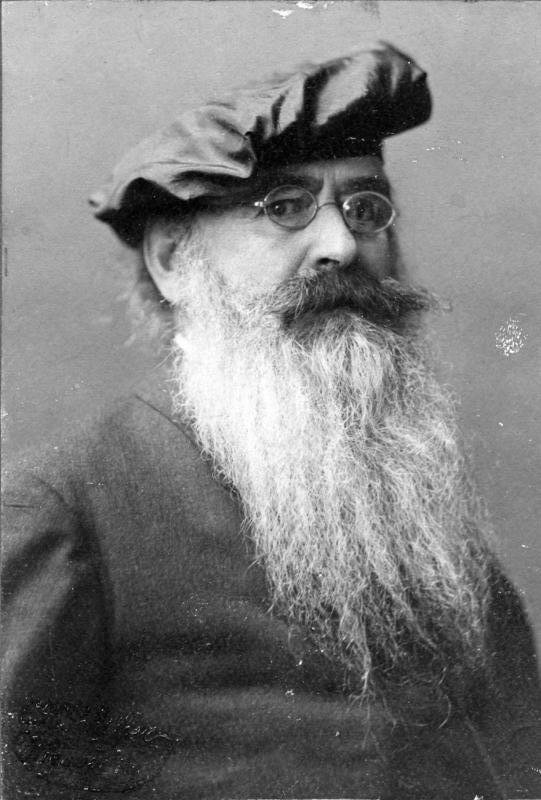
Guido von List, 1910

Ariosofie „moudrost árijců“ je esoterické a gnostické hnutí jehož ústředním prvkem je koncepce árijské rasy, jež působílo především v Rakousku a Německu 20. a 30. let 20. století. Kromě myšlenky árijské nadřazenosti a rasové čistoty se zaobíralo také astrologií, numerologií, kabalou, grafologií, čtením z ruky a dalšími okultními praktikami. Představuje svébytnou synkrezi myšlenek hnutí Völkisch a theosofie Heleny Blavatské, doplněnou antropologickými, zoologickými a archeologickými objevy přelomu 19. a 20. století. Podle ariosofů existoval v pravěku, případně i ve středověku, zlatý věk árijské rasy, který ukončili nepřátelské rasy, typicky Židé. Nejvýznamnějšími postavami hnutí byl Guido von List a Jörg Lanz von Liebenfels.
Učení rakouského okultisty Guido von Lista (1848–1919) vzniklo dříve než samotný termín a je založeno na myšlence že před christianizací Germáni vyznávali polyteistické náboženství zvané wotanismus, přičemž elita vyznávala esoterickou a monoteistickou formu tohoto náboženství – armanismus. List vytvořil také vlastní runové písmo – Armanen Futharkh, a založil Guido-von-List-Gesellschaft „Společnost Guido von Lista“ a jako její vnitřní kruh Hohen Armanen-Orden „Vznešený Armanenský řád“.

Armanenské runy vytvořené Guido von Listem

Jörg Lanz von Liebenfels (1874–1954), další rakouský okultista, vytvořil v roce 1915 termín arisofie, a od roku 1900 vedl ve Vídni Ordo Novi Templi, gnostický křesťanský řád oslavující rasovou čistotu. Své učení nazýval také theozoologie (Theozoölogie) či ario-křesťanství (Ario-Christentum).
Mezi další významné ariosofy patřili Rudolf John Gorsleben, Herbert Reichstein a také Philipp Stauff a Rudolf von Sebottendorff, členové Germanenorden. Poslední jmenovaný v roce 1917 ovládl mnichovskou lóži Germanenorden a přejmenoval ji na Thule-Gesellschaft „Společnost Thule“ a ta v roce 1919 hrála významnou roli v kontrarevoluci proti Bavorské republice rad. Členové Společnosti Thule byli v roce 1919 také mezi zakladajícími členy Německé dělnické strany, jež byla v následujícím roce přejmenována na Národně socialistickou německou dělnickou stranu – NSDAP. Užití svastiky jako symbolu nacistické strany má své kořeny pravděpodobně právě v Germanorden. Ariosofické myšlenky měli pravděpodobně určitý vliv na Adolfa Hitlera, především však na Heinricha Himmlera a jeho jednotky SS. Himmlerovy byl blízký Karl Maria Willigut, člen SS, jež se prohlašoval za dědice dávné tradice zvané irminismus. Obecně však byla ariosofické aktivy nacisty potírány, stejně jako činnost dalších tajných společností.